# فرهنگ در کره جنوبی

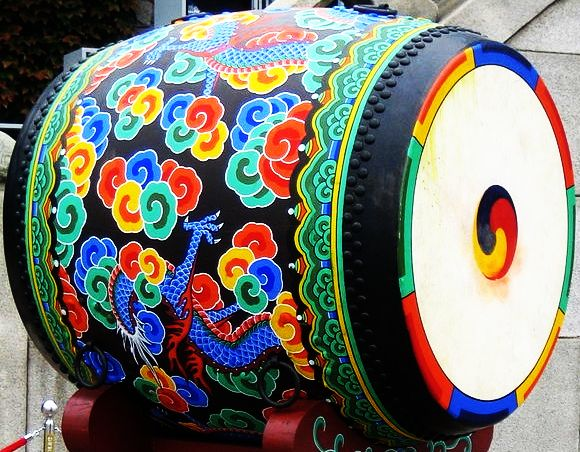
یک طبل بزرگ با نقاشی تزئینی :en:ancheong

فرهنگ کره جنوبی در دوره معاصر برگفته از فرهنگ سنتی کره است که در میان اقوام اولیه کره‌ای رایج بوده‌است. با این وجود و با داشتن ویژگی‌هایی از فرهنگ چند هزار ساله کره‌ای و اثرپذیری از فرهنگ باستانی چین، مسیر توسعه فرهنگ کره جنوبی پس از تقسیم کره در سال ۱۹۴۸ از فرهنگ کره شمالی جدا شد. از آن به بعد صنعتی‌سازی، شهرنشینی و غرب‌گرایی در کره جنوبی به خصوص در سئول تغییرات بسیار زیادی در سبک زندگی مردم کره جنوبی ایجاد کرده‌است.
امروزه، تعدادی از اجزای فرهنگ کره‌ای به خصوص فرهنگ عامه کره‌ای، از طریق محصولات چندرسانه‌ای ساخت کره جنوبی، در جهان گسترش چشم‌گیری یافته‌اند که اصطلاحاً به آن موج کره‌ای گفته می‌شود.

## دین

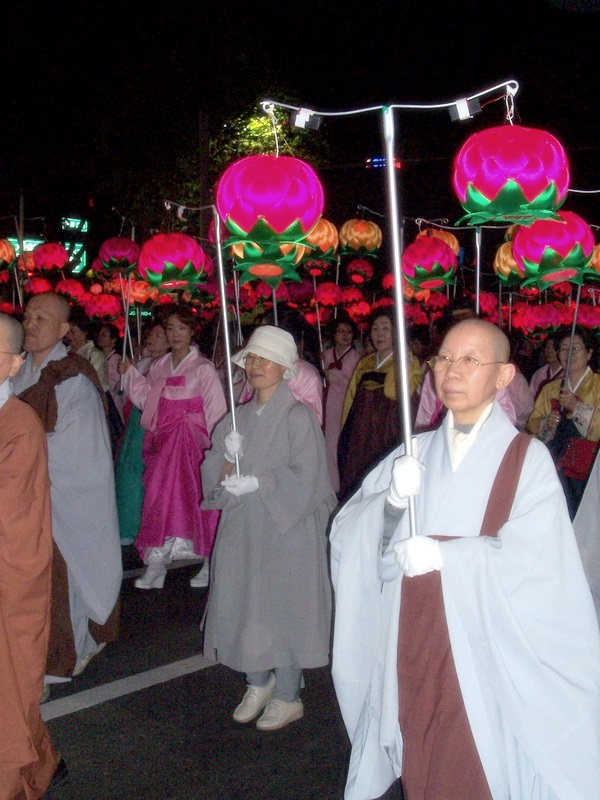
جشنواره بودا در سئول

قدیمی‌ترین دین در شبه‌جزیره کره، شامانیسم کره‌ای است که از دوران پیش از تاریخ تا به امروز وجود داشته‌است. آیین بودایی در دوران سه پادشاهی کره در قرن چهارم میلادی از کشور چین به کره وارد شد و در دوران پادشاهی چوسان و با اعلام کونفوسیانیسم کره‌ای به عنوان دین رسمی کرده، به اوج خود رسید. در قرن ۱۹ میلادی مسیحیت در کشور کره شروع به گسترش یافتن کرد.

## ادبیات
مانهوا
مانهوا به‌طور عمومی به کتاب‌های کمیکی گفته می‌شود که در کره جنوبی طراحی شده‌اند. به بیان دیگر، مانهوا مانگای کشور کره جنوبی است. در مانهوا، معمولاً صورت و چشمهای شخصیت‌ها حالت اغراق‌آمیز دارند اما اندام آنها معمولاً متناسب است. در مقابل، در بسیاری از آنها برخلاف مانگا که دارای زمینه ساده است، از زمینه‌های طرح‌دار استفاده می‌شود و روش خواندن آنها نیز بر خلاف مانگا از چپ به راست می‌باشد.

## موسیقی
پانسوری

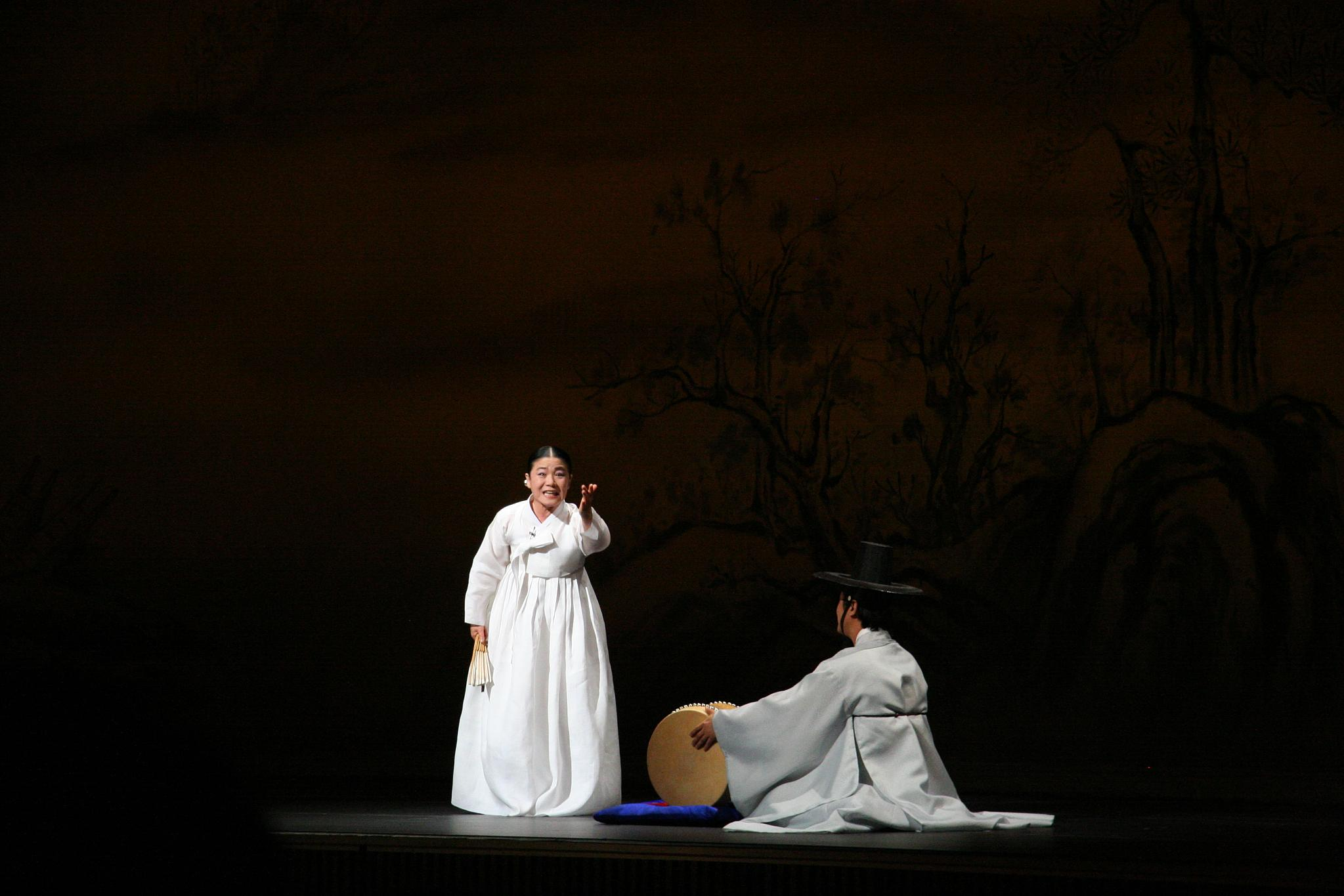
یک اجرای پانسوری در سئول، کره جنوبی. (۲۰۰۶)

پانسوری (판소리) نوعی موسیقی سنتی کره‌ای است که به صورت آواز همراه با ساز کوبه‌ای انجام می‌شود. واژه پانسوری از دو بخش پان به معنای محل گرد آمدن مردم و سوری به مفهوم صدا تشکیل شده‌است. پانسوری در قرن نوزدهم میلادی دارای ویژگی‌های طنز و داستان‌های عاشقانه بود. در این سبک، نقل داستان کامل معمولاً ساعت‌ها به طول می‌انجامد تا به‌طور کامل نقل شود، برای نمونه «سرود چون‌هیانگ» هشت ساعت بدون وقفه ادامه می‌یابد.

## نگارخانه

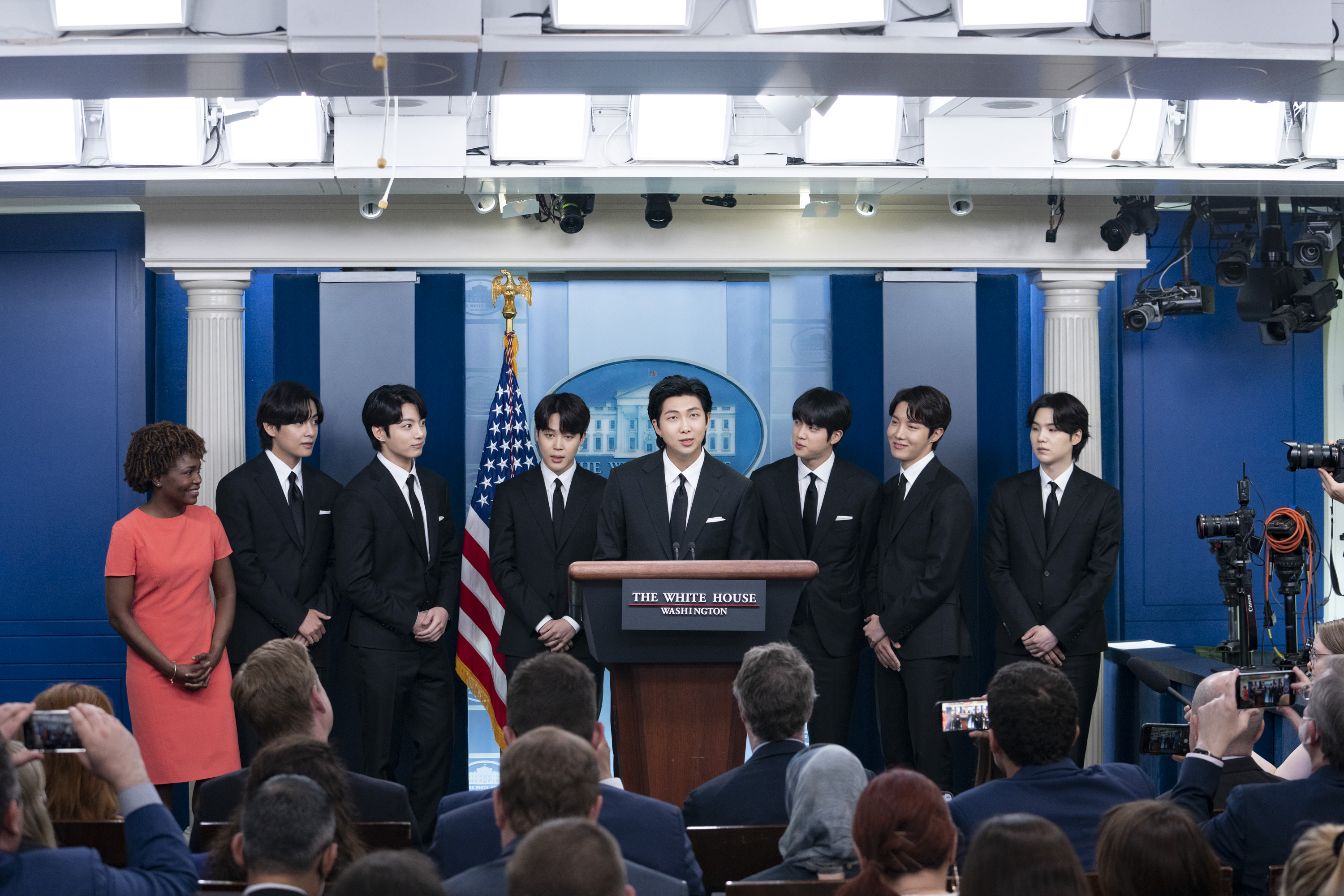
گروه موسیقی بی‌تی‌اس در کاخ سفید در ۲۰۲۲
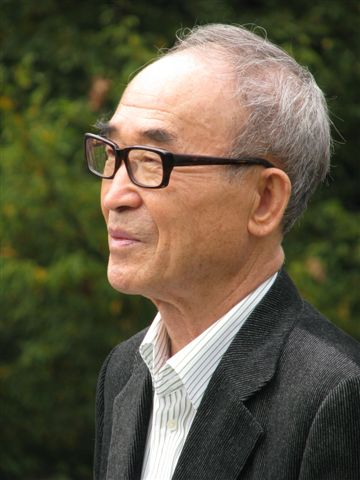
کو اون شاعر اهل کره جنوبی
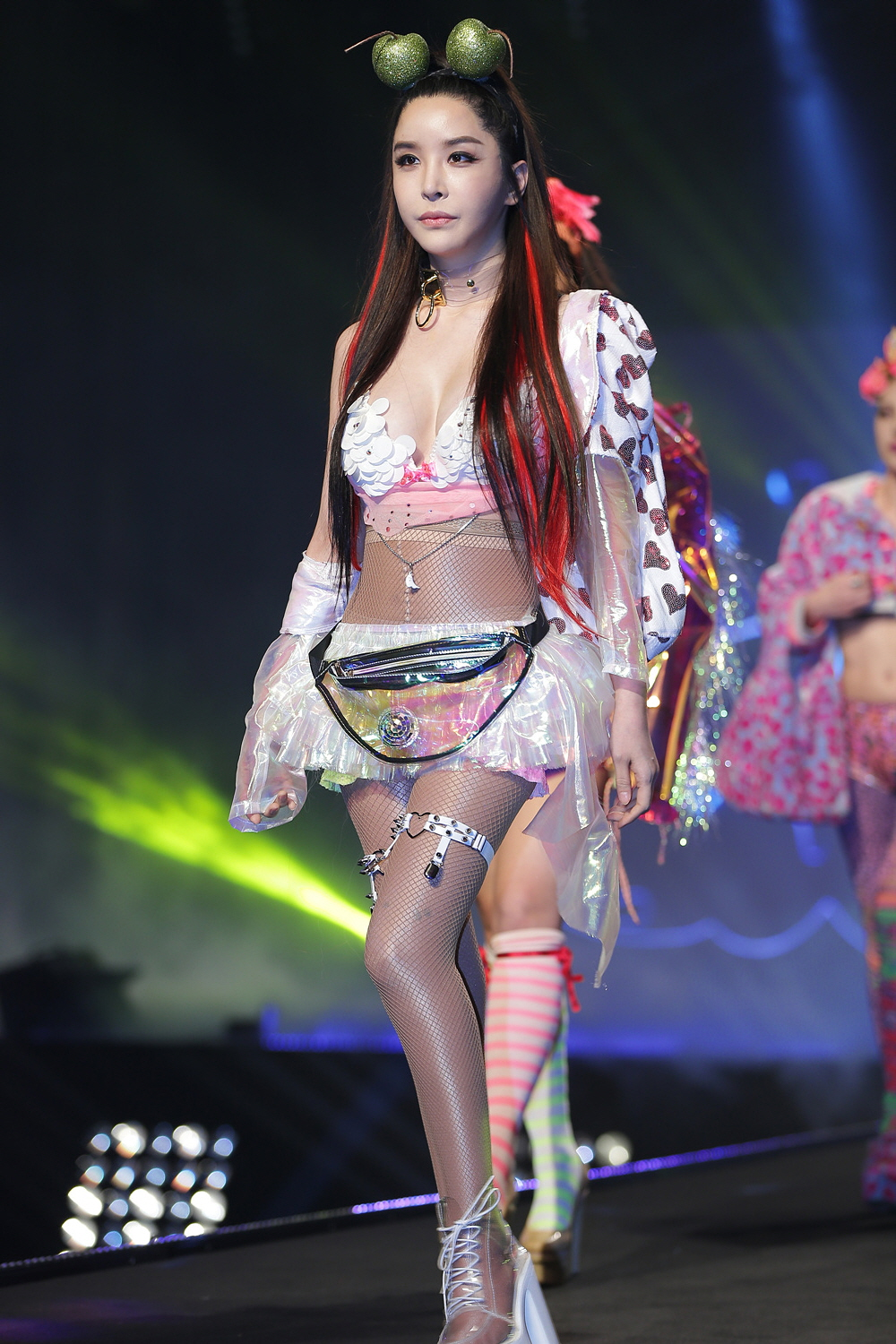
هریسو خواننده، مدل لباس و هنرپیشه اهل کره جنوبی